# مارسال دوفيك
مارسال دوفيك (بالفرنسية: Louis Marcel Devic)‏ Marcel Devic (ت. 1303 ه‍ـ / 1886 م) هو مستشرق فرنسي.
من آثاره ترجمة مقامات الحريري و سيرة عنترة إلى الفرنسية، كما ألحق بمعجم «لتريه» Littré الألفاظ الفرنسية المستمدة من لغات شرقية.